# Gran Premi dels Països Baixos del 1977
Resultats del Gran Premi dels Països Baixos de Fórmula 1 de la temporada 1977, disputat al Circuit de Zandvoort, el 28 d'agost del 1977.

## Resultats

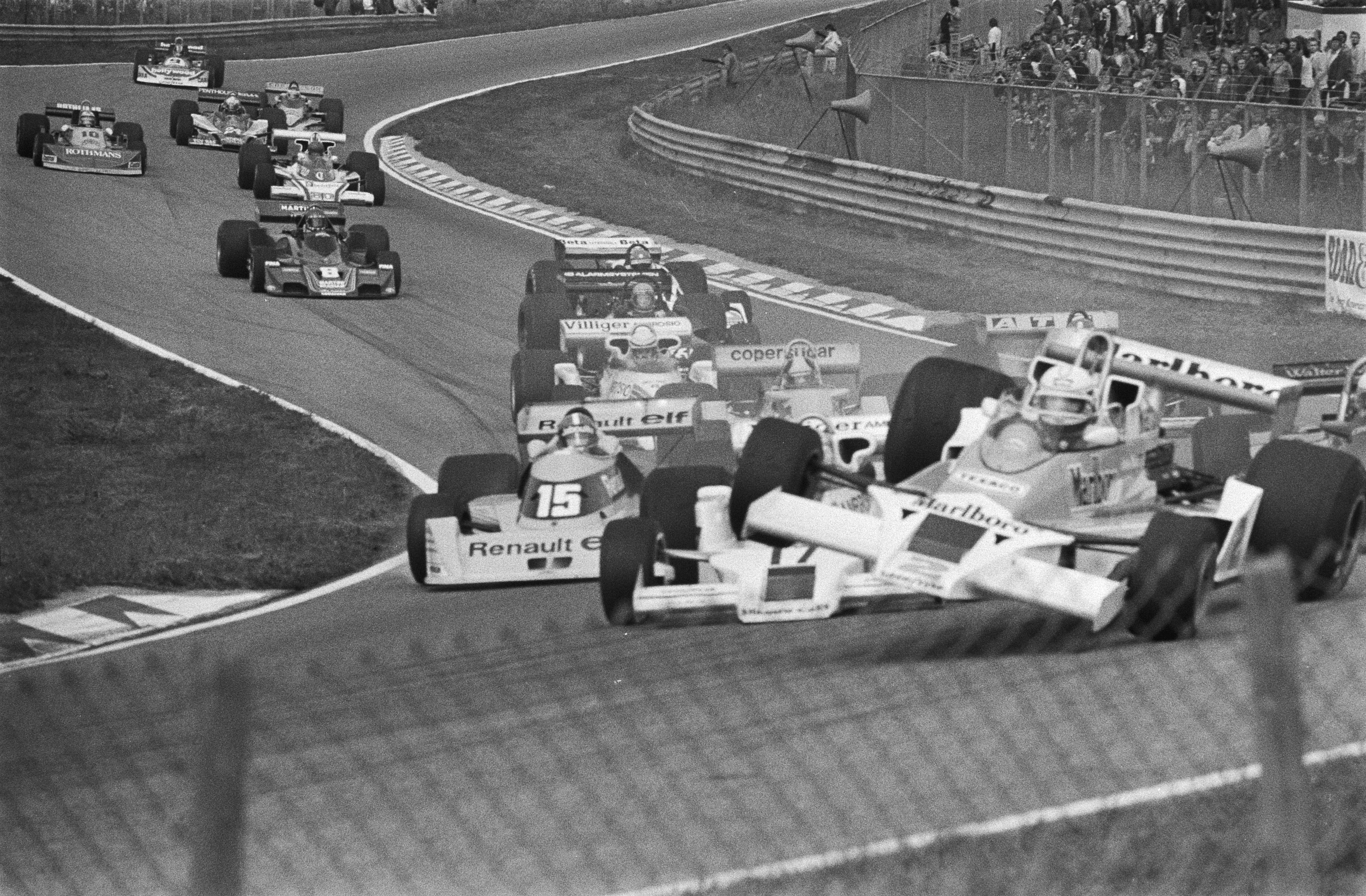
Accident de Jochen Mass a l'inici del GP

| Pos | No | Pilot                 | Equip                | Voltes | Temps/ Retirada   | Pos. de sortida | Punts |
| --- | -- | --------------------- | -------------------- | ------ | ----------------- | --------------- | ----- |
| 1   | 11 | Niki Lauda            | Ferrari              | 75     | 1h 41' 45. 93     | 4               | 9     |
| 2   | 26 | Jacques Laffite       | Ligier - Matra       | 75     | + 1.89 s          | 2               | 6     |
| 3   | 20 | Jody Scheckter        | Wolf - Ford          | 74     | + 1 Volta         | 15              | 4     |
| 4   | 28 | Emerson Fittipaldi    | Fittipaldi - Ford    | 74     | + 1 Volta         | 17              | 3     |
| 5   | 23 | Patrick Tambay        | Ensign - Ford        | 73     | Sense combustible | 12              | 2     |
| 6   | 12 | Carlos Reutemann      | Ferrari              | 73     | + 2 Voltes        | 6               | 1     |
| 7   | 8  | Hans Joachim Stuck    | Brabham - Alfa Romeo | 73     | + 2 Voltes        | 19              |       |
| 8   | 35 | Hans Binder           | Penske - Ford        | 73     | + 2 Voltes        | 18              |       |
| 9   | 30 | Brett Lunger          | McLaren - Ford       | 73     | + 2 Voltes        | 20              |       |
| 10  | 10 | Ian Scheckter         | March - Ford         | 73     | + 2 Voltes        | 25              |       |
| 11  | 9  | Alex Ribeiro          | March - Ford         | 72     | + 3 Voltes        | 24              |       |
| 12  | 19 | Vittorio Brambilla    | Surtees - Ford       | 67     | Accident          | 22              |       |
| 13  | 16 | Riccardo Patrese      | Shadow - Ford        | 67     | Motor             | 16              |       |
| DSQ | 38 | Brian Henton          | Boro - Ford          | 52     | Desqualificat     | 23              |       |
| Ret | 15 | Jean-Pierre Jabouille | Renault              | 39     | Suspensions       | 10              |       |
| Ret | 6  | Gunnar Nilsson        | Lotus - Ford         | 34     | Accident          | 5               |       |
| Ret | 17 | Alan Jones            | Shadow - Ford        | 32     | Motor             | 13              |       |
| Ret | 4  | Patrick Depailler     | Tyrrell - Ford       | 31     | Motor             | 11              |       |
| Ret | 3  | Ronnie Peterson       | Tyrrell - Ford       | 18     | Encesa            | 7               |       |
| Ret | 22 | Clay Regazzoni        | Ensign - Ford        | 17     | Accelerador       | 9               |       |
| Ret | 5  | Mario Andretti        | Lotus - Ford         | 14     | Motor             | 1               |       |
| Ret | 24 | Rupert Keegan         | Hesketh - Ford       | 8      | Accident          | 26              |       |
| Ret | 1  | James Hunt            | McLaren - Ford       | 5      | Accident          | 3               |       |
| Ret | 34 | Jean Pierre Jarier    | Penske - Ford        | 4      | Encesa            | 21              |       |
| Ret | 7  | John Watson           | Brabham - Alfa Romeo | 2      | Pèrdua d'oli      | 8               |       |
| Ret | 2  | Jochen Mass           | McLaren - Ford       | 0      | Accident          | 14              |       |
| NVQ | 27 | Patrick Neve          | March - Ford         |        |                   |                 |       |
| NVQ | 37 | Arturo Merzario       | March - Ford         |        |                   |                 |       |
| NVQ | 18 | Vern Schuppan         | Surtees - Ford       |        |                   |                 |       |
| NVQ | 39 | Ian Ashley            | Hesketh - Ford       |        |                   |                 |       |
| NVQ | 33 | Boy Hayje             | March - Ford         |        |                   |                 |       |
| NVQ | 25 | Hector Rebaque        | Hesketh - Ford       |        |                   |                 |       |
| NVQ | 29 | Teddy Pilette         | BRM                  |        |                   |                 |       |
| NVQ | 32 | Michael Bleekemolen   | March - Ford         |        |                   |                 |       |

## Altres
- Pole: Mario Andretti 1' 18. 65

- Volta ràpida: Niki Lauda 1' 19. 990 (a la volta 72)